# アンジェロ・エスポージト
アンジェロ・エスポージト（Angelo Esposito、1993年6月14日 - ）は、イタリアの元ラグビー選手。

## プロフィール
- イタリア・カザンドリーノ出身[1]。
- 現役時代のポジションはウィング(WTB)、フルバック(FB)。
- 身長 187cm、体重 90kg
- U20イタリア代表に選ばれたことがある。
- イタリア代表通算キャップ数は20でラグビーワールドカップ2015のイタリア代表に選ばれた[2]が負傷のため、代表から離脱[3]。

## 略歴
ベネットンを経て、2021年、ペトラルカに加入。
2024年、現役を引退した。